# 横山 (静岡県)
横山（よこやま）は、静岡県沼津市と駿東郡清水町との境にある標高182mの山である。
静浦山地の通称沼津アルプスを構成する北から2番目に位置する山で、この山域では最も標高が低い。山の下を横山トンネルが通っており、沼津市と隣接する清水町とを結んでいる。